# Barvínkovec
Barvínkovec (Catharanthus), česky též katarantus, je rod rostlin z čeledi toješťovité. Jsou to vytrvalé byliny s jednoduchými vstřícnými listy a bíle, růžově nebo červeně zbarvenými květy. Rod zahrnuje 8 druhů a s výjimkou jednoho indického druhu pochází výhradně z Madagaskaru. Nejznámějším a nejvýznamnějším druhem je barvínkovec růžový, který je zdrojem alkaloidů používaných v chemoterapii při léčbě některých druhů rakoviny. Je pěstován i jako okrasná rostlina.

## Popis
Barvínkovce jsou vytrvalé, vzpřímené byliny, ronící při poranění mléčnou latexovou šťávu. Lodyha je často na bázi dřevnatá. Listy jsou jednoduché, vstřícné, celokrajné, krátce řapíkaté, bylinné až poněkud kožovité. Květy jsou nejčastěji jednotlivé, vrcholové a úžlabní, řidčeji uspořádané ve dvou nebo trojkvětých vrcholících. Kališní lístky jsou úzce podlouhlé, šídlovité, drobné, bez žlázek. Koruna je purpurová, červená, růžová nebo bílá, nálevkovitá, korunní trubka je v ústí stažená a vlnatá až sametová, uvnitř lysá nebo řídce chlupatá. Korunní cípy jsou rozestálé a překrývají se směrem doleva. Tyčinky jsou umístěny v rozšířené části korunní trubky. Prašníky jsou volné. Gyneceum je tvořeno 2 volnými semeníky obsahujícími mnoho vajíček. Čnělka je nitkovitá, čnělková hlava má válcovitou bázi a průsvitný zahnutý lem. Plodem je souplodí 2 válcovitých měchýřků. Semena jsou černá, podlouhlá.

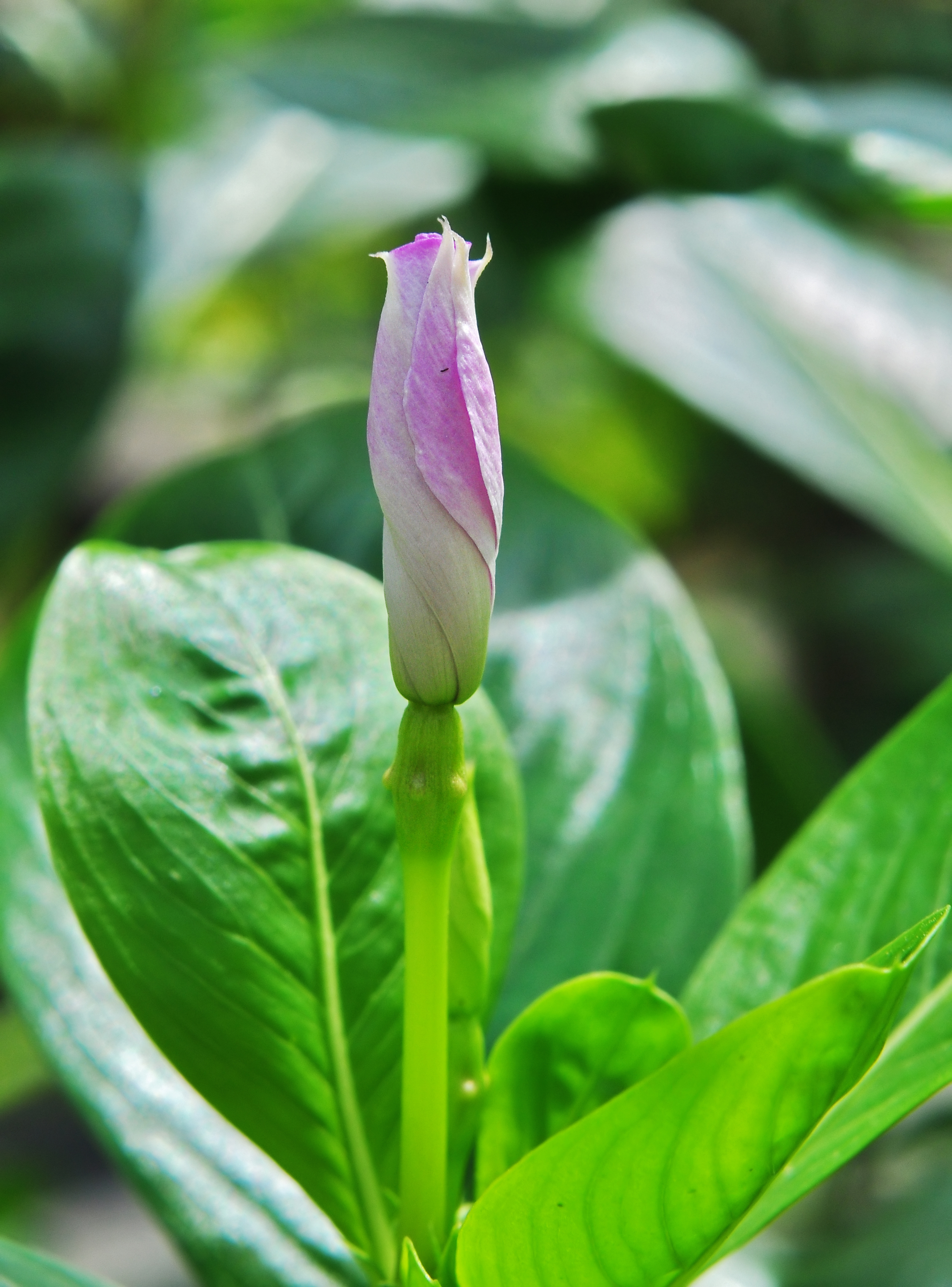
Rozvíjející se květ barvínkovce růžového
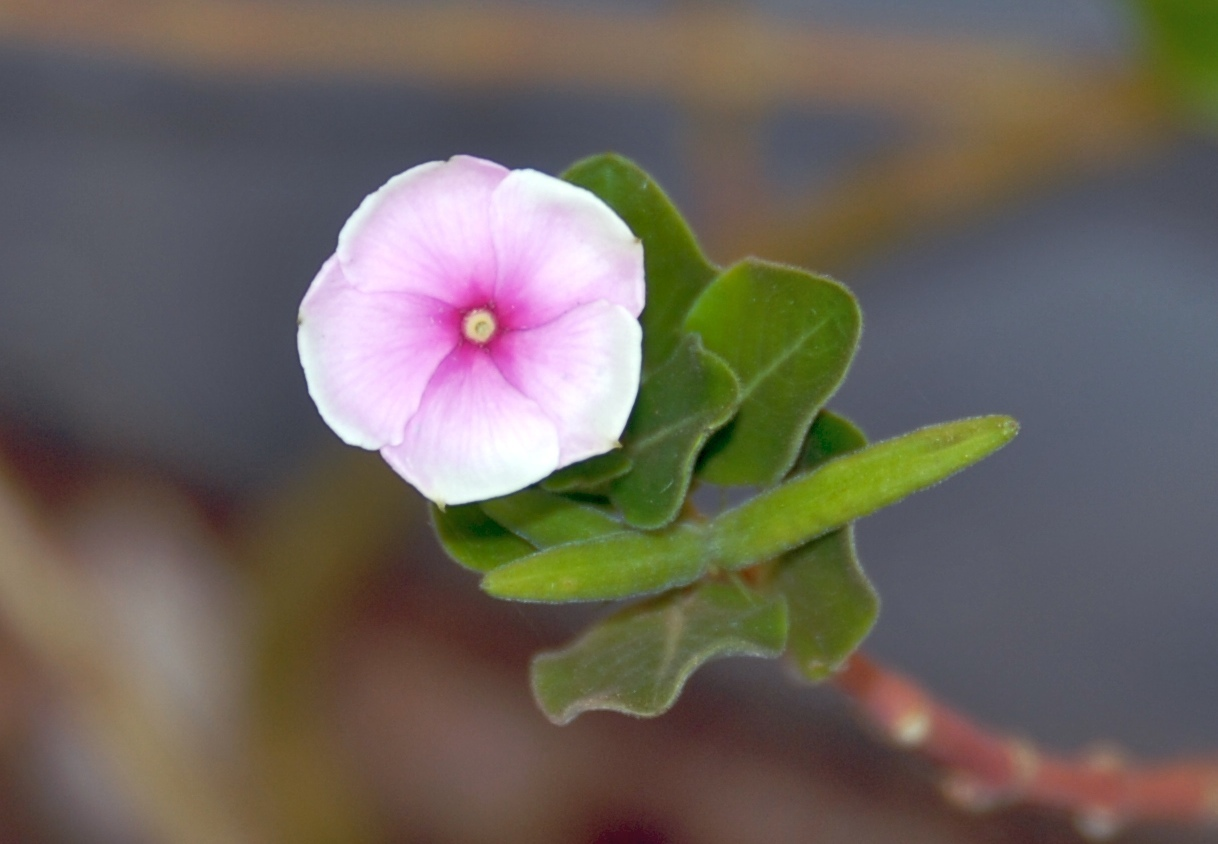
Květ a nezralé plody barvínkovce růžového
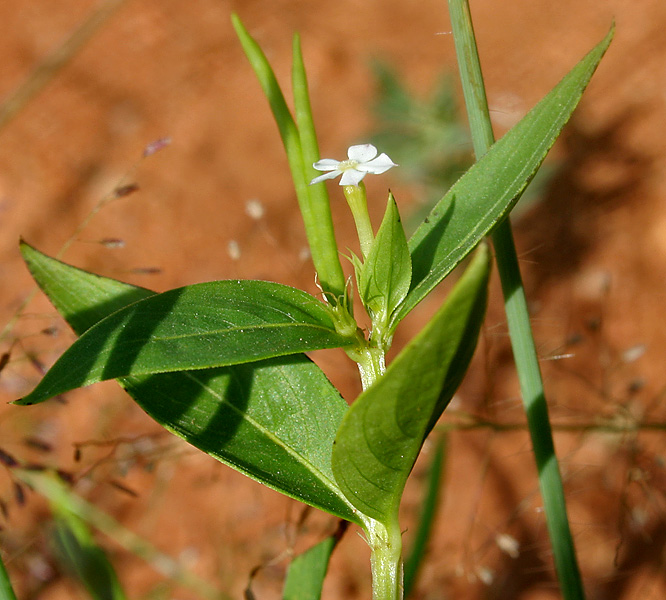
Indický druh Catharanthus pusillus

## Rozšíření
Rod barvínkovec zahrnuje 8 druhů a pochází z tropů Starého světa. Celkem 7 z nich jsou endemity Madagaskaru, druh Catharanthus pusillus roste v Indii a na Srí Lance. Barvínkovec růžový je v tropech a subtropech téměř celého světa pěstován jako okrasná a léčivá rostlina.

## Obsahové látky a jedovatost

Vinblastin, indolový alkaloid z barvínkovce růžového používaný v chemoterapii

Barvínkovec růžový (Catharanthus roseus) je zdrojem některých důležitých alkaloidů používaných v chemoterapii. Celkem z něj bylo izolováno asi 130 různých indolových alkaloidů odvozených zejména od sekologaninu, známých jako vinka alkaloidy (vinca alkaloids), dále monoterpenoidní glukosidy a jiné terpenoidy, steroidy, fenolické látky, flavanoidy a antokyany. Obsah účinných alkaloidů je v barvínkovci růžovém velmi nízký (vinblastin asi 2 ppm). Rostlina je někdy používána v bylinném léčení, užívání se nedoporučuje těhotným ženám.
Otrava barvínkovcem zasahuje zejména trávicí trakt. Projevy trvají několik hodin, začínají bolestmi hltanu, později se dostavují bolesti břicha a vytrvalý, řídký průjem.

## Taxonomie
Rod Catharanthus je v rámci čeledi Apocynaceae řazen do podčeledi Rauvolfioideae a tribu Vinceae. Mezi blízce příbuzné rody náleží např. Vinca a Rauvolfia. V minulosti byl rod Catharanthus slučován s rodem Vinca.

## Zástupci
- barvínkovec růžový (Catharanthus roseus), syn. barvínek růžový (Vinca rosea)

## Význam
Barvínkovec růžový (Catharanthus roseus) je tradičně využíván v mnoha oblastech Madagaskaru při léčbě cukrovky, leukémie, nádorů, průjmu a malárie. V 60. létech 20. století bylo prokázáno cytostatické působení obsažených alkaloidů, z nichž některé se staly součástí komerčních preparátů sloužících k chemoterapeutické léčbě rakoviny. V současné době jsou klinicky využívány 3: vinblastin, vinkristin a navelbin. Vinblastin je používán ve formě sulfátu zejména při léčbě rakoviny mízních uzlin známé jako Hodgkinův lymfom a různých forem leukémie, vinkristin při akutní leukémii u dětí. Jiné alkaloidy, zejména ajmalicin, serpentin a reserpin, jsou využívány pro spasmolytické působení a jako látky snižující krevní tlak.
Barvínkovec růžový je pěstován v různých kultivarech jako okrasná rostlina v tropech a subtropech celého světa. V chladnějších oblastech se pěstuje jako letnička. Semena jsou běžně v prodeji i v České republice.

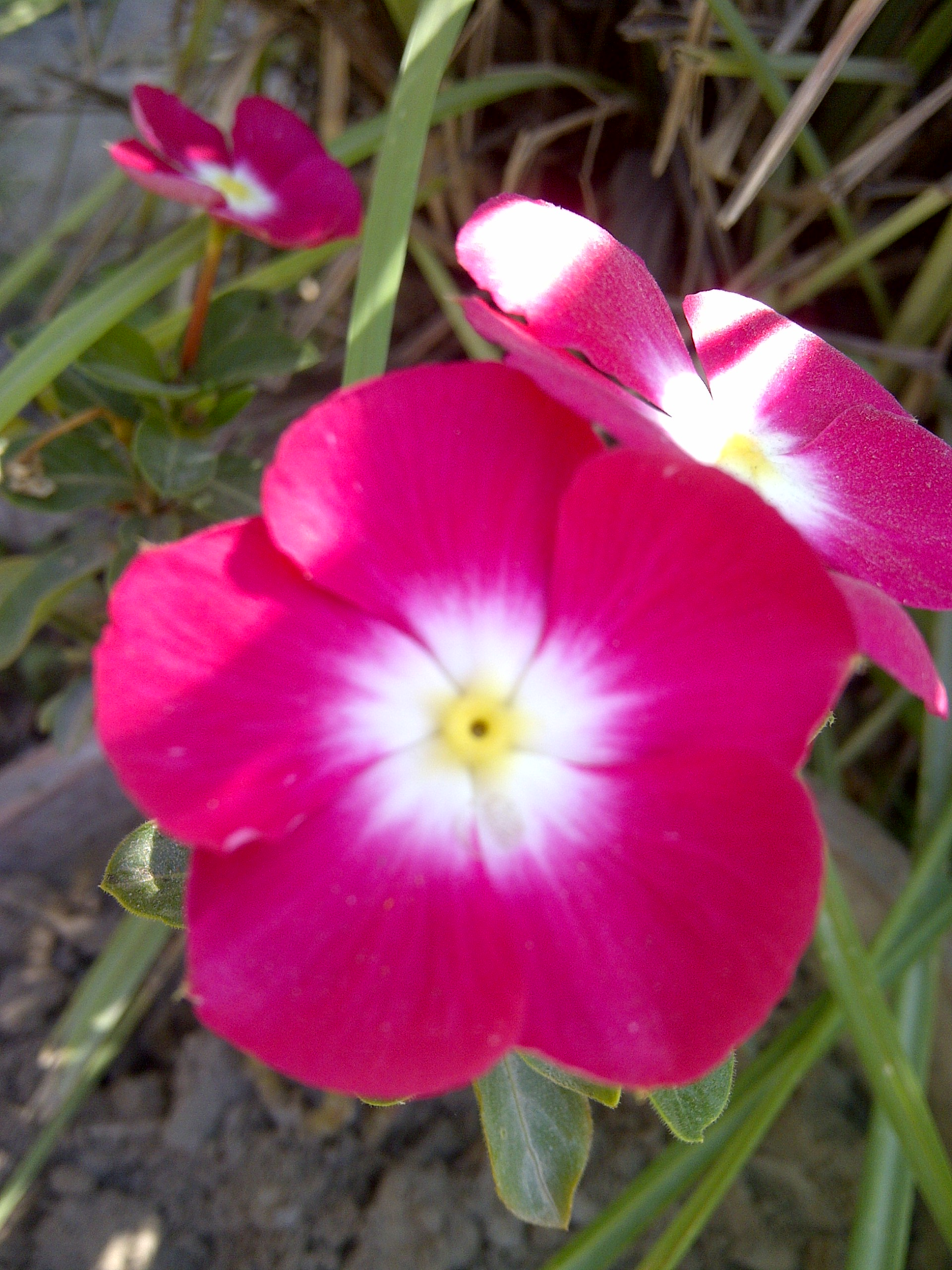
Okrasný kultivar barvínkovce růžového
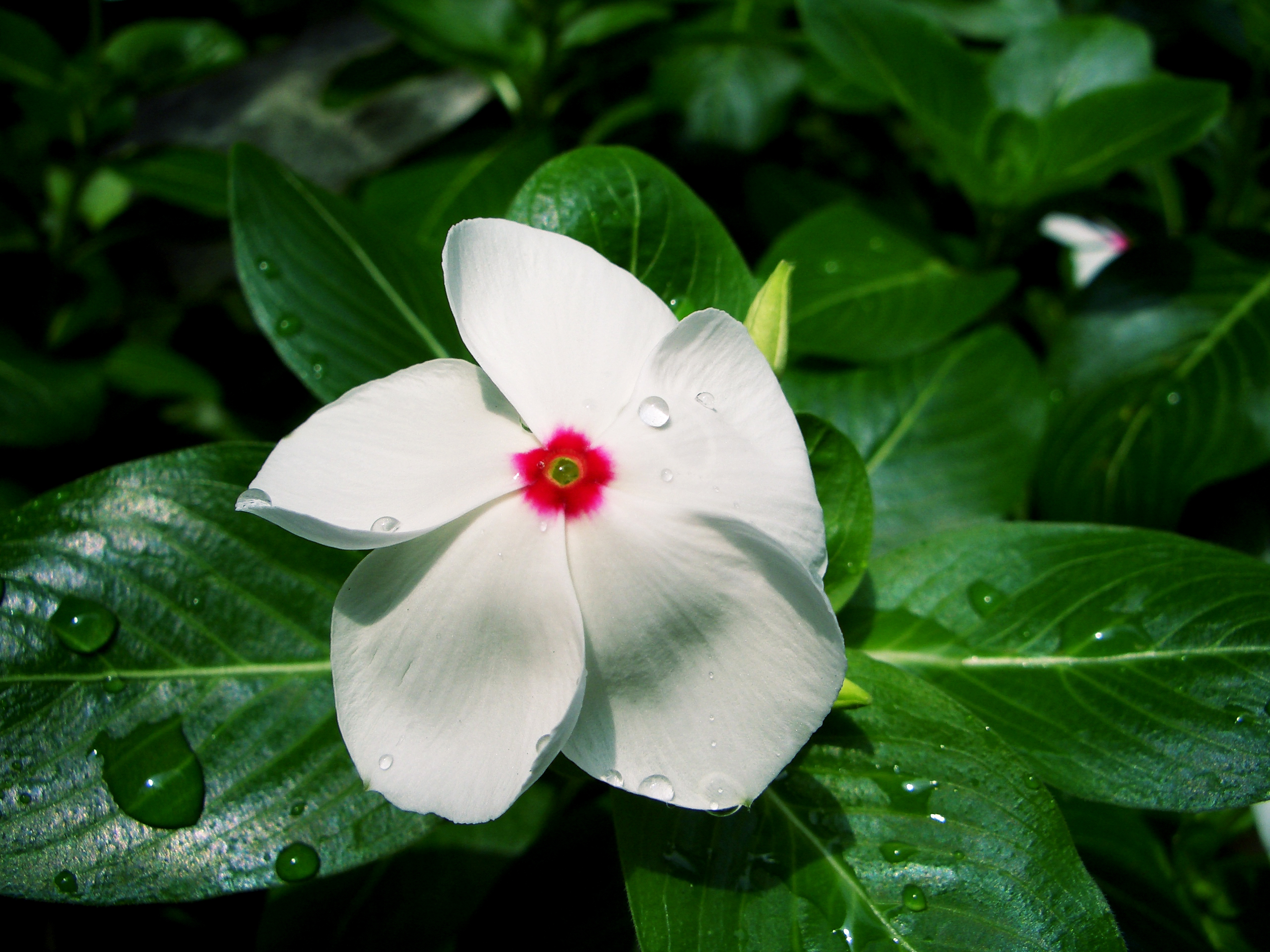
Okrasný kultivar barvínkovce růžového
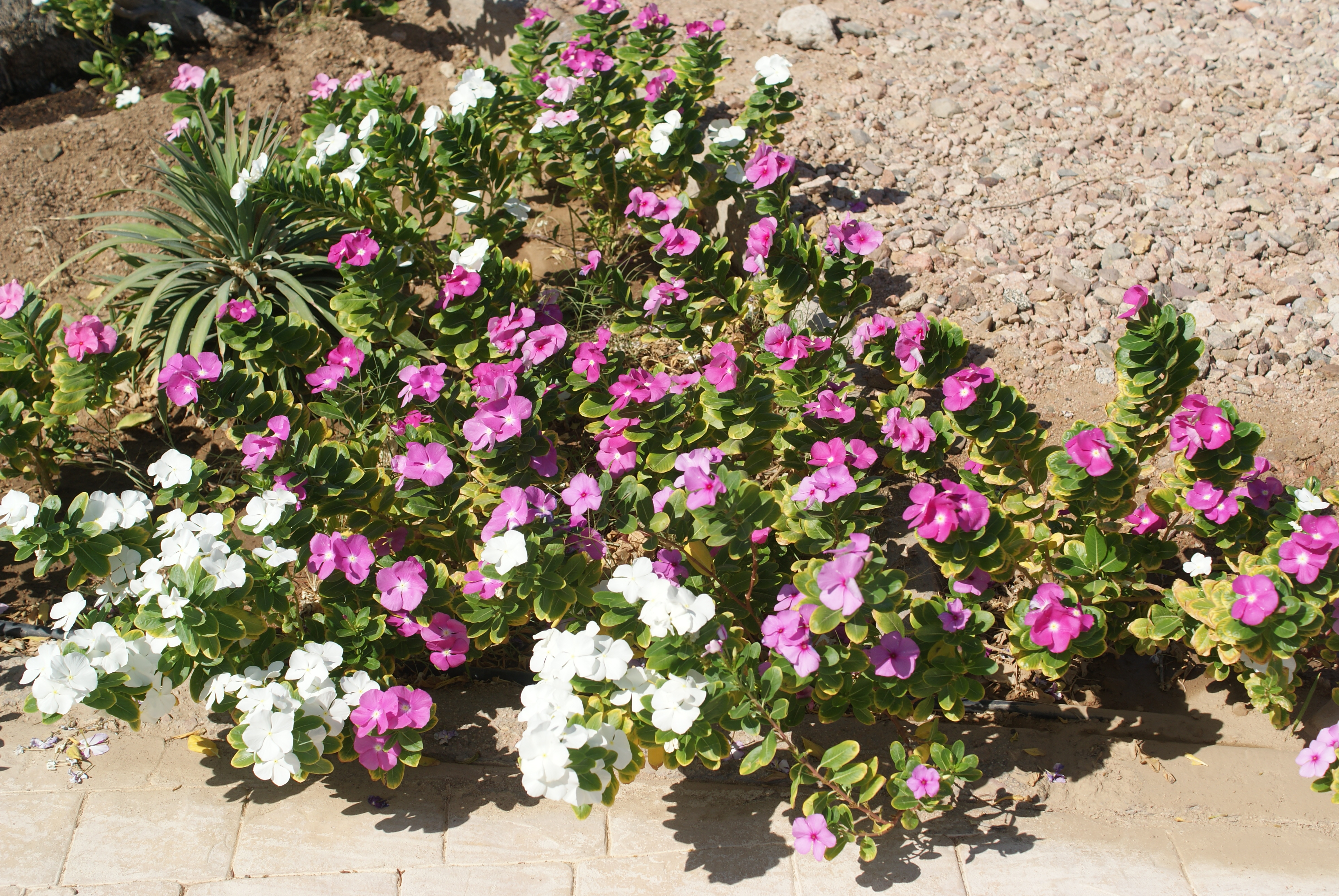
Záhon s barvínkovcem růžovým